# إيريتاليا جي.222
إيرإيتاليا جي.222 (بالإيطالية: G.222 Aeritalia)‏ (سابقا فيات أفياتزيوني وحالياً إلينيا) هي طائرة ستول نقل عسكري متوسطة الحجم. طورت لتلبية مواصفات حلف شمال الأطلسي، لكن إيطاليا بداية كانت العضو الوحيد في الحلف في اعتماد النوع. اشترت الولايات المتحدة عدداً قليلاً من جي.222، وصنفتهم سي-27أي سبارتان. الطائرة سي-27 جيه سبارتان هي تطور أكثر حداثة مع محركات وأنظمة سي-130 جيه سوبر هركيوليس.

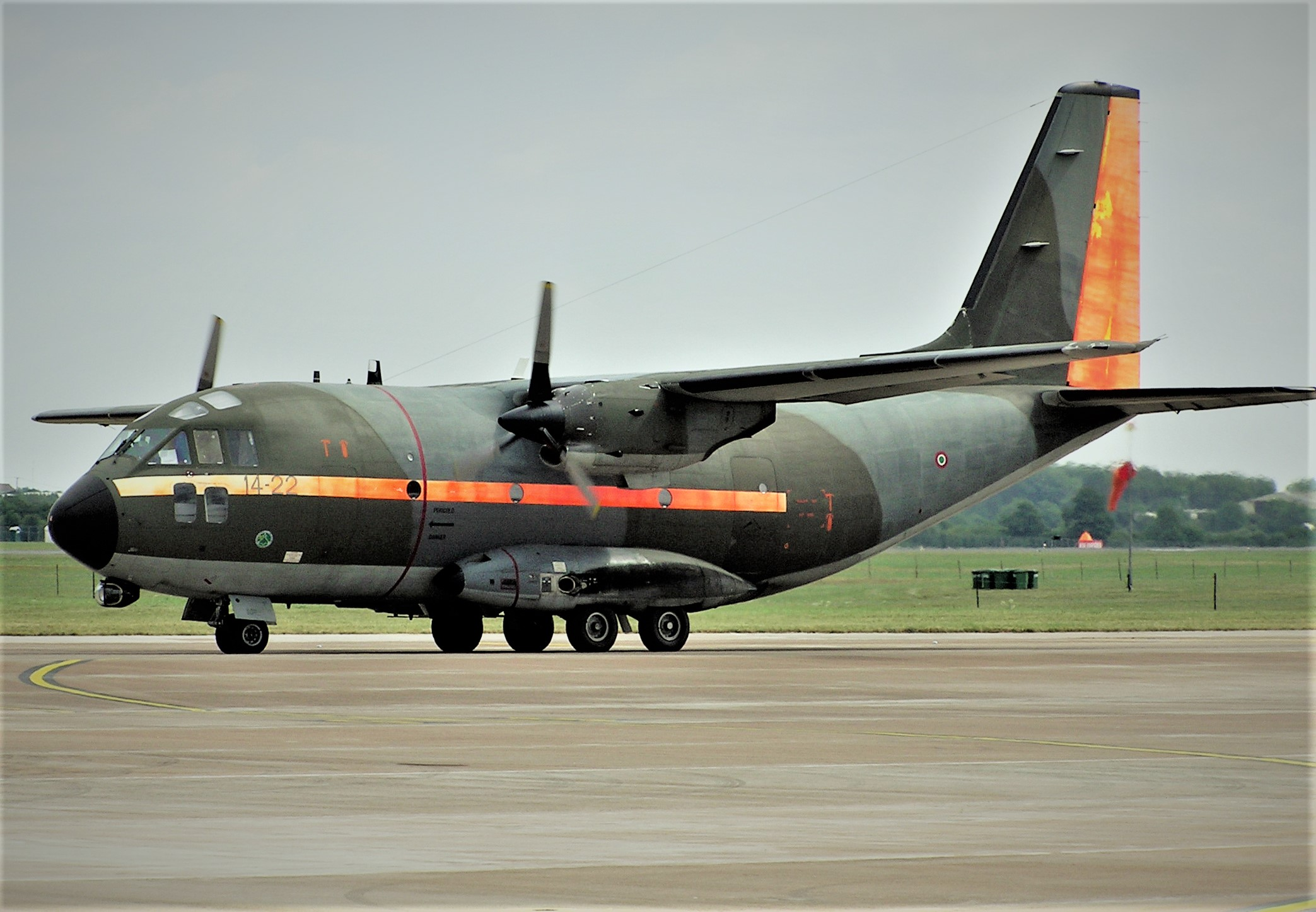
طائرة تابعة للقوة الجوية الإيطالية

## الأهداف التكتيكية والاستراتيجية
- طائرة للنقل الأسلحة الخفيفة والمساعدات
- طائرة للإنزال الجوي للجنود
- تزويد طائرات المقاتلة في السماء بالوقود

## الخصائص
طائرة نقل متوسطة الحجم إقلاع وهبوط قصير
- الطاقم: 4
- الطول: 22.70 م
- طول الجناح: 28.70 م
- الارتفاع: 9.80 م
- مساحة الجناح: 82 م²
- الوزن الخالي: 14590 كغ
- الوزن عند الإقلاع: 28000 كغ

## المستخدمون

### المستخدم الأساسي
- إيطاليا
  - القوة الجوية الإيطالية
  - البحرية الإيطالية

### مستخدمون عرب
- تونس
- ليبيا
- الإمارات العربية المتحدة

### مستخدمون آخرون
- أفغانستان
- الأرجنتين
- نيجيريا
- بيرو
- الصومال
- تايلاند
- الولايات المتحدة
- فنزويلا